# La hija del faraón
La hija del faraón (en ruso: Дочь фараона, en francés: La Fille du pharaon) es un ballet coreografiado por Marius Petipa con música de Cesare Pugni. El libreto fue realizado entre Jules-Henri Vernoy de Saint-Georges y Petipa adaptando la obra Le Roman de la momie de Théophile Gautier. Fue presentado por primera vez por el Ballet Imperial en el Teatro Bolshói Kámenny, en San Petersburgo, Rusia, el 30 de enero de 1862, con el diseño de A. Roller, G. Wagner (escenografía), Kelwer y Stolyakov (vestuario).
Los bailarines principales en la noche de estreno fueron Carolina Rosati (Momia/Aspicia), Nikolái Goltz (Faraón), Marius Petipa (Lord Wilson/Ta-Hor), Timoféi Stukolkin (John Bull/Passifont), Lubov Rádina (Ramzaya), Félix Kschessinskiy (Rey de Nubia), y Lev Ivánov (Pescador). Para Petipa fue el último papel ya que terminó su carrera como bailarín para convertirse en maestro de ballet.
La Colección Serguéiev (Sergeyev Collection), ubicada en la Universidad de Harvard, contiene notaciones coreográficas de la producción de Petipa de 1898 de La hija del faraón para Mathilde Kschessinska. Las anotaciones documentan la coreografía de Petipa aunque no en su totalidad. Fue esta documentación la que ayudó a Pierre Lacotte a revivir la producción en el año 2000 y fragmentos coreográficos fueron reconstruidos para el segundo acto. En 2023, el Ballet del Teatro Mariinsky estrenó una producción histórica basa en las notaciones de Stepanov y otros materiales. Fue puesta en escena por el coreógrafo Toni Candeloro en colaboración con el intérprete de las notaciones Juan Bockamp. La escenografía y el vestuario son obra de Robert Perdizola.

## Argumento

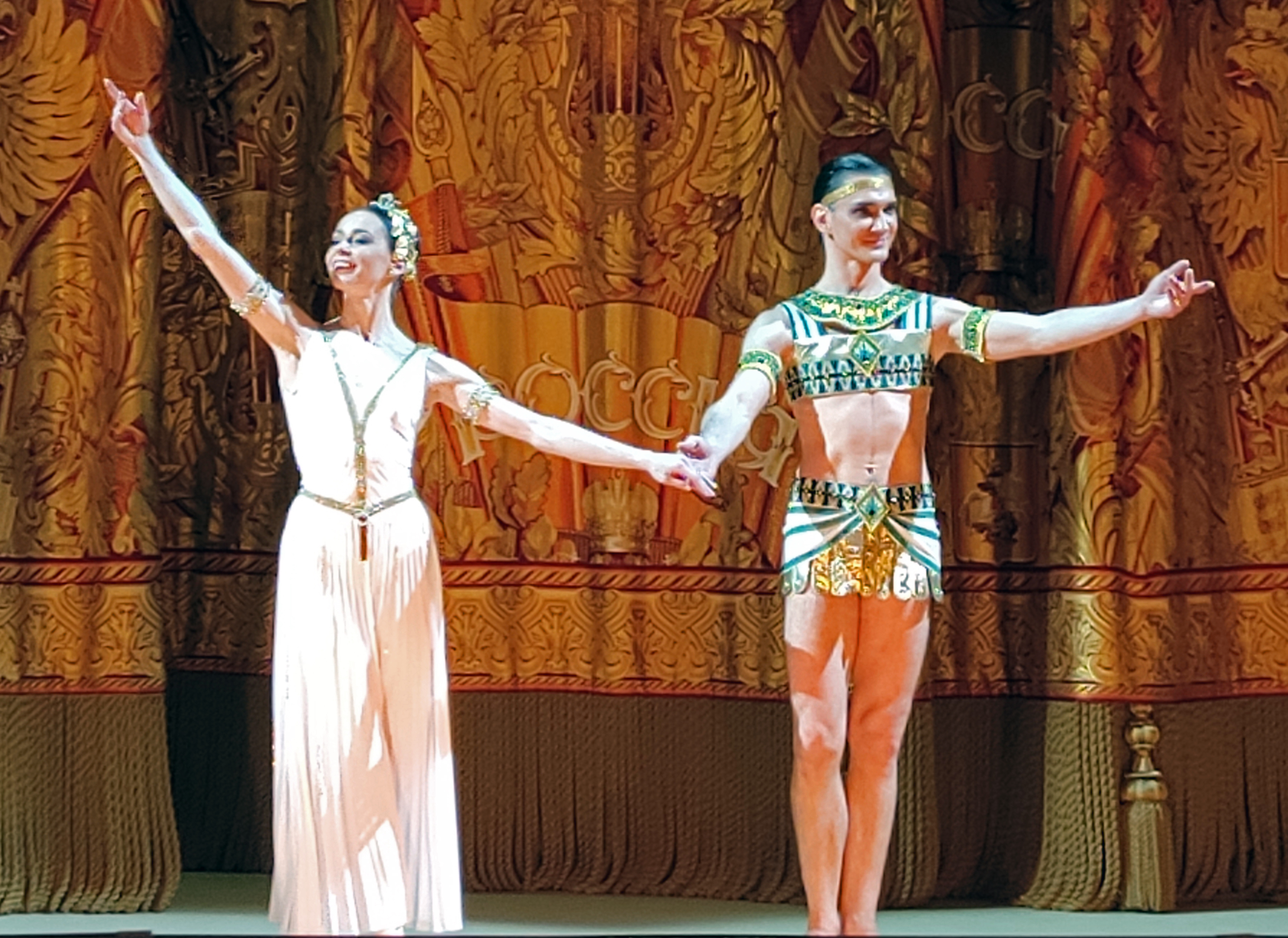
Representación del baile del faraón en el 2022

Lord Wilson viaja a Egipto con su asistente John Bull. Mientras exploran en el desierto, cerca de una gran pirámide, se desata una tormenta de arena. El guía los lleva a refugiarse dentro de la misma y se encuentran con el sarcófago de la  hija del faraón. Entonces, para pasar el tiempo, el guía reparte opio. Tan pronto como el noble lo fuma, comienzan a suceder cosas extrañas. Las muchas otras momias de la pirámide comienzan a cobrar vida. De repente, la hija del faraón, Aspicia, cobra vida también y pone su mano sobre el corazón del noble, quien es transportado al pasado. Se convierte en Ta-Hor, un antiguo egipcio que salva a Aspicia de un león. Ta-Hor y Aspicia se enamoran, pero ella está comprometida con el rey de Nubia. Huyen juntos y el rey los persigue. Ta-Hor y Aspicia se detienen en una posada de pescadores para esconderse, y los pescadores locales les preguntan si quieren ir de pesca. Aspicia decide quedarse en la posada, tras lo cual el rey nubio se detiene ahí mismo para descansar y encuentra a Aspicia, quien salta al río Nilo para escapar de sus guardias.
En el fondo del río, el Espíritu del Nilo convoca a los grandes ríos del mundo a bailar por Aspicia, a saber, el Guadalquivir, el Támesis, el Rin, el Hoang-Ho, el Nevá y el Tíber. Tras ello, la princesa ve a su amado en una visión e implora al Espíritu del Nilo le conceda ser llevada de regreso a tierra, a lo que este accede. Cuando los pescadores y Ta-Hor regresan a tierra, el rey nubio detiene a este último y lo lleva de regreso al palacio del faraón para ser castigado por secuestrar a la princesa.
Cuando Aspicia regresa a tierra, los pescadores la llevan de regreso al palacio. Llega a tiempo para ver a Ta-Hor condenado a muerte por mordedura de cobra, y explica que si él muere, morirá ella también, y alcanza a la serpiente para ser a su vez mordida. El faraón la aparta y le concede permiso para casarse con Ta-Hor, por lo que el rey nubio se marcha en un ataque de rabia, jurando venganza. Todos comienzan a celebrar, pero cuando la fiesta alcanza su punto máximo, el sueño del opio termina y Ta-Hor se transforma de nuevo en el señor inglés. Al salir de la pirámide, el noble voltea hacia el ataúd de Aspicia y recuerda el amor que compartieron y aún comparten.

## Historia
La hija del faraón o La Fille du Pharaon, fue el primer éxito sustancial de Marius Petipa entre todos los grandes ballets que iba a crear como coreógrafo para el Teatro Imperial de San Petersburgo. Lo creó bajo la tutela de Arthur Saint-Léon, el maestro de ballet de los teatros imperiales en ese momento en 1862. Carolina Rosati bailó el rol de Aspicia, ella era una de las principales bailarinas del Imperial Theatre y estaba cerca de jubilarse. Bailó el personaje junto a Marius Petipa, quien interpretó al héroe y amante de Aspicia, Lord Wilson / Ta-Hor. Marius Petipa sería nombrado segundo maestro de ballet de Saint-Leon después de esta producción. La hija del faraón había vuelto al escenario desde su estreno en 1862 hasta la puesta en escena de Pierre Lacotte para el Ballet Bolshoi en 2000. Encontró viejas notas de la puesta en escena y notas de la coreografía y de la producción original de Petipa y las descifró para devolverle la vida al ballet. Desde entonces se ha convertido en una parte habitual del repertorio del Bolshói.

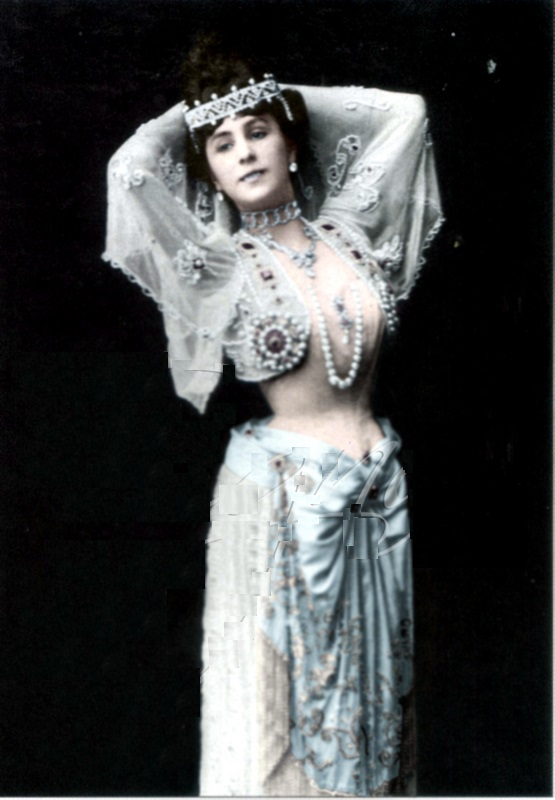
Mathilde Kschessinska como la princesa Aspicia (1903)

También fue una producción de la corriente coreográfica similar a la de la gran ópera en la música, hacia el ballet como gran espectáculo, duró cuatro horas y utilizó diferentes estilos y técnicas y un gran número de personas (unas 400), con tramas caracterizadas por fuertes contrastes dramáticos.
Marius Petipa cambió el arte del ballet clásico insertando divertimentos, o exhibiciones de danza que quizás eran simbólicas o de poca importancia para la historia. Esto era importante porque, en ese momento, se estaban trayendo muchos artistas invitados extranjeros y los bailarines rusos entrenados en Rusia no tenían la oportunidad de mostrar sus propios talentos. De esta manera Marius Petipa comenzó a poner estos divertimentos en todos sus ballets (El lago de los cisnes, La bayadera, La bella durmiente, etc.) para poder exhibir el nivel técnico de los bailarines. El divertimento se convirtió en una técnica utilizada por muchos coreógrafos como una forma de dar tiempo a los bailarines para cambiarse de vestuario, zapatos o crear una pausa en la escena.
El interés en el Antiguo Egipto en ese momento, inspirado en hallazgos arqueológicos recientes, así como en Le Roman de la momie de Gautier, le dio a Petipa el impulso para crear La hija del faraón. Estos intereses y hallazgos inspiraron una nueva ola de vestuario, como el tutú recién acortado decorado con joyas y ornamentos egipcios. Estas decoraciones estaban destinadas a que el público se llevara una mejor sensación del ballet y a reflejar el estilo egipcio. Hoy día, se podría considerar racista el uso de vestidos de apariencia costosa, poco acorde con la realidad, y que los bailarines se pintaran la cara de negro para aparentar que eran africanos. Se suponía que debían inspirar un sentimiento de gusto egipcio, pero la autenticidad a menudo se veía comprometida por la opulencia y, actualmente, se considera ofensivo.
La fuente literaria del ballet es Le Roman de la momie de Théophile Gautier, el exponente del exotismo literario que ofrecía todo tipo de expedientes románticos: la apasionada historia de amor de la hija del gran faraón y Ta-Hor, ambientada en un Egipto bíblico que, sin embargo, desapareció en el ballet y el gusto gótico por los pasillos lúgubres y las tumbas oscuras. Lo que el ballet retiene del mundo de Gautier es el sentido de lo fantástico que acompaña a las pasiones más terrenales. Un fragmento del pasado o una bocanada de opio, una influencia familiar en las obras y vidas de artistas contemporáneos como De Quincey, le dio a Gautier la posibilidad de agregar un aura más brillante a sus personajes al colocarlos en el límite entre la vida y la muerte de que todo el arte egipcio se nutre.
Para no abrumar a sus lectores con terror, Gautier apela con frecuencia a la ironía, que tiene un efecto anticlimático. La ironía cumple la misma función en el ballet, por ejemplo en el momento en que Lord Wilson, la quintaesencia del inglés, intenta esbozar impasible la escena del desierto perturbado por el simún, o cuando Aspicia, después de levantarse del sarcófago, mira a un espejo y está contenta de encontrarse tan bonita como lo era unos milenios antes.
La historia requería un artista en el papel principal que tenía un talento dramático especial (como lo hizo Rosati), debido a todas las escenas de amor, miedo y coraje que culminaron en el intento de Aspicia de arrojarse sobre una canasta de flores escondiendo una serpiente, un gesto clásico desde la época de Cleopatra. Veinte años después, Virginia Zucchi (menos convencionalmente) interpretó a una princesa inusualmente humana, no tan arrogante y voluptuosa como la de su sucesora Mathilde Kschessinska, quien, por otro lado, lo convirtió en un papel más virtuoso.
La afición de Petipa por el folclore realzó el baile de bayaderas inverosímiles y el desfile de los ríos (desde el Guadalquivir hasta el Nevá), todos ataviados con trajes nacionales, pero la inexactitud histórica y la mezcla de estilos planteada, especialmente en Moscú, algunas críticas, a pesar del gusto generalizado por los decorados y el vestuario reinventado con un mínimo de realismo y un máximo de grandeza.